# Gorge des enfers
 (juin 2025).
Si vous disposez d'ouvrages ou d'articles de référence ou si vous connaissez des sites web de qualité traitant du thème abordé ici, merci de compléter l'article en donnant les références utiles à sa vérifiabilité et en les liant à la section « Notes et références ».
La Réserve naturelle Gorge des enfers est un espace naturel protégé situé dans le nord de la province de Cáceres (Estrémadure), à l'extrémité occidentale de la Sierra de Gredos.

## Géographie
La réserve est comprise entre le versant nord-ouest de la Sierra de Tormantos, le versant sud-ouest de la Sierra de Gredos et la rivière Jerte. Située à la source de la Vallée du Jerte, elle constitue la porte d'entrée à la Communauté Autonome de l'Estrémadure depuis la province d'Ávila.

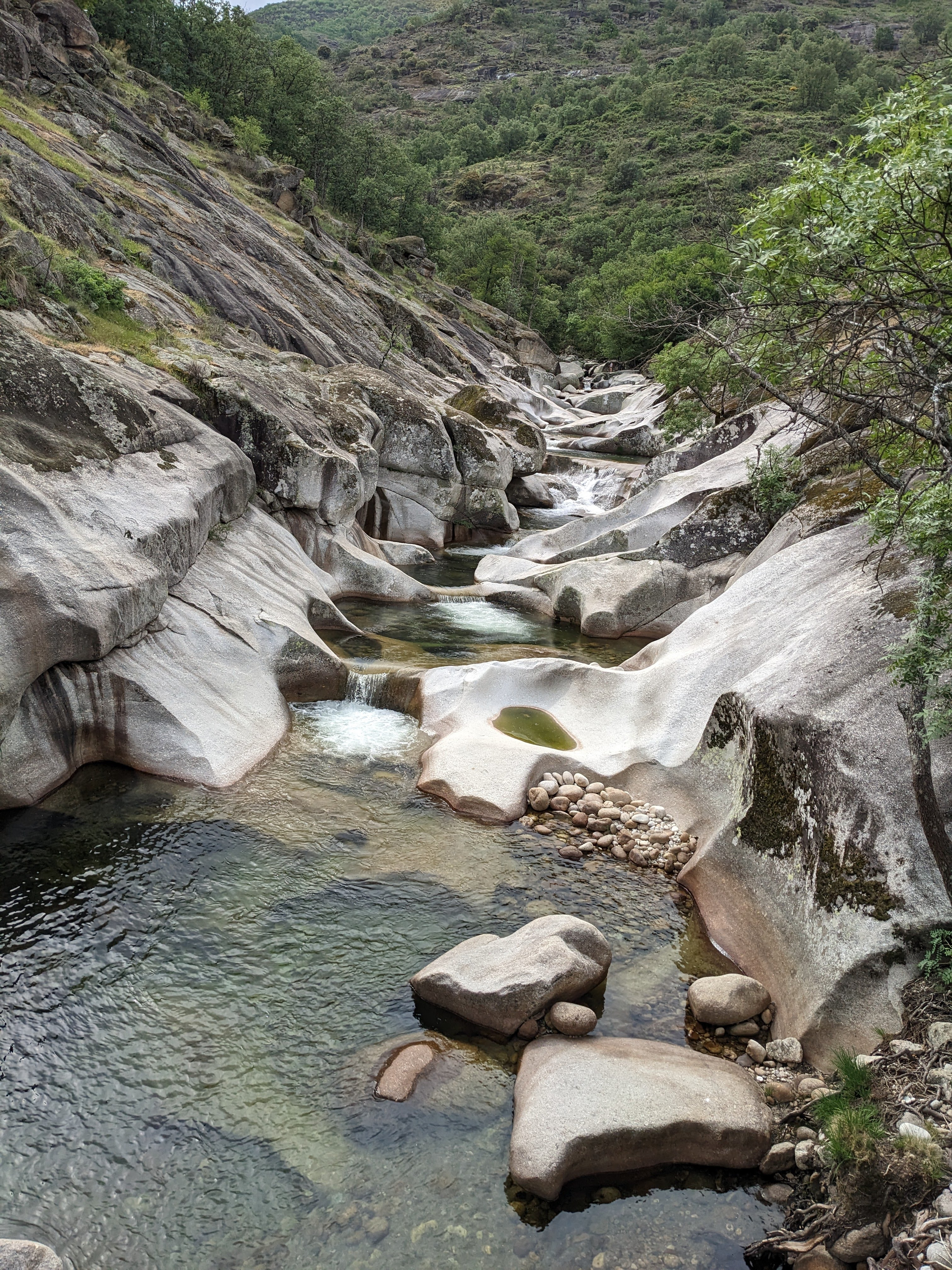
Los Pilones, piscines naturelles dans un ruisseau

La réserve compte d'abondantes chutes d'eau, ruisseaux, cascades, piscines naturelles et grandes flaques creusées par l'érosion circulaire de l'eau des rivières. Les indices d'humidité élevés contribuent à leur tour à renforcer une végétation de grande valeur écologique avec des écosystèmes de bois à feuilles caduques, bois de rive, plantes de montagne et prés alpins. La faune est autochtone et très abondante, et comprend plusieurs espèces en danger d'extinction.

### Climat
Le climat offre des contrastes notables en fonction de l'altitude. En général les températures ne sont pas extrêmes, les hivers étant souvent modérément froids et les étés peu chaleureux. Les précipitations de la zone oscillent entre 1500 et 2000 mm annuels, et la neige est fréquente en hiver sur les cimes des montagnes.

## Végétation
Dans la Gorge des Enfers, en raison de la variation d'altitude qui oscille entre 600 et 2000 mètres, on observe une végétation variée:
- Des bois d'arbres à feuilles caduques: chêne, aubépine, arbousier, châtaignier oucerisier.
- Bois de Rive: L'abondance de cours d'eau crée de nombreuses zones humides dont profitent des espèces telles que l'aulne, le frêne et le saule. Moins nombreux, mais de grande importance pour leur rareté, des espèces protégées: l'if, le houx et le bouleau.
- Pâturages alpins: sur les cimes se forment des prairies alpines dans lesquels se trouvent la Gentiane, la bruyère et le crocus.
- Genêts des montagnes: le genêt purgatif est un buisson adapté à des conditions difficiles, qui grandit dans les zones d'altitudes où à cause de la température ou de la composition du sol, il est difficile de trouver une autre végétation.

## Faune
Etant donnée la diversité de petits microclimats à cause des différences d'altitude de la réserve, les espèces sont nombreuses et très diverses.
On y trouve le chat sauvage, la genette, la loutre, le bouquetin ibérique et l'étrange desman, un mammifère aux habitudes aquatiques très difficile à voir.
Parmi les oiseaux, se trouvent le merle noir, le geai des chênes, l'oriolus, la huppe fasciée et le pie-bleue ibérique, ainsi que des rapaces comme l'aigle royal, le vautour fauve, le hibou grand-duc, le faucon pèlerin, le milan, l'épervier, l'accipiter, la bondrée apivore et la buse variable. À souligner, bien que malheureusement de plus en plus rare, la cigogne noire.